# Лесли-Мелвилл, Арчибальд, 13-й граф Ливен
Арчибальд Александр Лесли-Мелвилл, 13-й граф Ливен, 12-й граф Мелвилл (англ. Archibald Alexander Leslie-Melville, 13th Earl of Leven, 12th Earl of Melville; 6 августа 1890 — 15 января 1947) — шотландский пэр и военный.

## Происхождение и образование
Родился 6 августа 1890 года. Второй сын Рональда Лесли-Мелвилла, 11-го графа Левена (1835—1906), и Эммы Селины Портман (1863—1941).
Он получил образование в Итонском колледже и в Королевском военном колледже в Сандхерсте. Он играл за команду по поло Оксфордского университета.

## Карьера
11 июня 1913 года после смерти своего бездетного старшего брата, Джона Лесли-Мелвилла, 12-го графа Левена (1886—1913), Арчибальд Лесли-Мелвилл унаследовал титулы 13-го графа Левена (Пэрство Шотландии), 13-го лорда Мелвилла из Монимейла (Пэрство Шотландии), 15-го лорда Балгони (Пэрство Шотландии), 12-го графа Мелвилла (Пэрство Шотландии), 12-го виконта Кирколди (Пэрство Шотландии) и 12-го лорда Рэйта, Монимейла и Балвири (Пэрство Шотландии).
Участвовал в Первой мировой войне, где был ранен. Он был капитаном в Королевских шотландских фузилёрах, а также подполковником и бревет-полковником Ловатских скаутов.
Шотландский пэр-представитель в Палате лордов Великобритании (1927—1947), кавалер Ордена Чертополоха (1934), лорд-лейтенант Нэрншира (1935—1947).
В 1920 году он передал в дар Бодлианской библиотеке свою коллекцию рисунков и акварелей XIX века, включающую сцены из жизни Великобритании и Италии.

## Личная жизнь
3 сентября 1918 года лорд Левен женился на своей родственнице, леди Розамонд Сильвии Диане Мэри Фулджем (? — 12 апреля 1974), младшей дочери Сесила Фулджема, 1-го графа Ливерпуля (1846—1907) , и его второй жены, Сьюзан Луизе Кавендиш (старшей дочери подполковника Уильяма Генри Фредерика Кавендиша, внука 1-го графа Берлингтона). У супругов было пятеро детей:
- Леди Джин Элизабет Лесли Мелвилл (25 июня 1921 — 8 марта 2010)[7]
- Александр Роберт Лесли-Мелвилл, 14-й граф Левен (13 мая 1924 — 7 апреля 2012), который в 1953 году женился на Сьюзан Стюарт-Мензис, дочери подполковника Рональда Стюарта-Мензиса из Кулдареса[7].
- Достопочтенный Джордж Дэвид Лесли Мелвилл (13 мая 1924 — 23 июня 1997), в 1955 году женился на Диане Мэри Хоулдсворт, дочери сэра Генри Уолтера Хоулдсворта и Кэтрин Шарлотты Дуглас[7].
- Достопочтенный Рональд Джоселин Лесли Мелвилл (22 ноября 1926—1987), в 1962 году он женился на Рут Бакворт, единственной дочери доктора Джона Дакворта[7].
- Достопочтенный Алан Дункан Лесли Мелвилл (11 октября 1928 — 26 октября 2019), в 1997 году женился на Салли Хейвуд[7].

Лорд Левен скончался 15 января 1947 года, и ему наследовал его 22-летний сын Александр.